# Cochranella geijskesi
Cochranella geijskesi là một loài ếch thuộc họ Centrolenidae.
Đây là loài đặc hữu của Suriname.
Môi trường sống tự nhiên của chúng là rừng ẩm vùng đất thấp nhiệt đới hoặc cận nhiệt đới và sông ngòi.